# Combined Programming Language
Il CPL (Combined Programming Language) è un linguaggio di programmazione sviluppato da Christopher Strachey congiuntamente ad altri studiosi presso l'Università di Cambridge e l'Università di Londra durante i primi anni 1960.
Il linguaggio è pesantemente influenzato dall'ALGOL, ma invece che essere estremamente leggero, elegante e semplice, il CPL fu progettato per scopi differenti dal calcolo scientifico e per questo motivo è più complesso e meno elegante del suo predecessore.